# Leandro Fresco
Leandro Fresco (Buenos Aires, 25 de enero de 1977) es un tecladista y cantante argentino de música electrónica. Fue tecladista de la banda de Gustavo Cerati y ha sido músico invitado de Soda Stereo en 2007.

## Biografía
A los 16 años empezó a realizar música a partir de una PC y un sintetizador que le regalaron sus padres. Su formación musical es autodidacta. Fascinado por artistas como Brian Eno y Marcel Duchamp , empezó a incursionar en la música sin saber como ejecutar ningún instrumento e ignorando la técnica tradicional. 
En 1996, envia un Demo a Daniel Melero quien se interesa por su material y gracias a su ayuda,  editó su primer CD experimental llamado Cápsula, en el sello independiente Sonoridades Amapola, a los que siguieron Transformador, Invernal (bajo el sello Frágil Discos), y Amor internacional, publicado en vinilo por el sello alemán Kompakt. Ha participado en numerosas compilaciones. Se ha presentado en festivales internacionales como Sonar y Muteck.
Fue tecladista de Daniel Melero durante los shows presentación de su álbum "Rocio".
A partir de 2000 fue convocado por Gustavo Cerati para colaborar en la banda sonora de la película +Bien y luego es invitado a formar parte de su banda en los teclados, coros para grabar "siempre es hoy" álbum de Cerati editado en 2003  Durante la gira "siempre es hoy"  2003-2004 forma  junto a Cerati y Flavio Etcheto el trío Roken, de música electrónica con uso laptops. Ha colaborado aportando teclados y programacions en los tracks que Gustavo Cerati produjo para la cantante colombiana Shakira, para su disco Oral Fixation vol. 2.
En 2005 lanzó su álbum, Luz sin calor, y participa de la grabación del álbum  "Ahi Vamos" de Cerati . En 2007 fue convocado por Soda Stereo, junto con Tweety González y Leo García para acompañar a la banda como músico invitado en la gira Me Verás Volver,
En 2009 participa de la grabación de Fuerza Natural, nuevo álbum de Gustavo Cerati. En 2012 publica su primer CD dentro del género Pop titulado Leandro Fresco por su sello Cruz del Sur, ocupando el rol de cantante. En 2013 publica 2 tracks en el sello Alemán Kompakt y Almas sin Prisa, un sencillo ambient por el sello británico A Strangely Isolated Place. En 2014 publica "Nada es para siempre" nuevo sencillo en la compilación "Pop ambient 2015" del sello Kompakt, en 2015 edita "El Reino Invisible" un nuevo álbum inaugurando el sebsello especializado en ambient del sello alemán Kompakt, curado por Wolfgang Voigt. Es uno de los artistas latinoamericanos dedicados al género de música electrónica conocido como ambient.
En 2017 inicia una alianza creativa con Rafael Anton Irisarri. El dúo de Fresco - Irisarri, edita sus trabajos en conjunto por el sello inglés “A Strangely Isolated Place”. "La Equidistancia" su primer álbum, ha sido destacado como álbum ambient del año en sitios especializados. 
Su 2.º trabajo es el EP "La Espera", el 3.º LP fue lanzado en enero de 2020 y se titula "Una presencia en la brisa".
Ese mismo año es invitado a participar de #Connected, el ciclo de recitales que el DJ Argentino Hernán Cattaneo realiza junto a una orquesta sinfónica durante 4 galas en el teatro Colón de la ciudad de Buenos Aires ocupando en este caso el rol de cantante.
participó  como cantante en el proyecto electrónico "Guest house" junto a Oliverio Sofia y Ale Lacroix
Además además produce el audio para la instalación de video arte "El Ciclo de la Intensidad" del artista argentino radicado en Berlín Charly Nijensohn, inaugurada el 14 de septiembre en el CCK, en el marco de la #bienalsur de arte en Buenos Aires. En 2018 realiza el remix del Track "Wireless" para el dúo electrónico "The Orb" vía Kompakt Records.
ha publicado varios tracks en colaboración con el músico alemán Thore Pfeiffer via Kompakt Records

## Discografía
- 1995: Lady Radio, Anillos, Modelos, (sencillos), Sonoridades Amapola.
- 1996: Cápsula, (álbum), Sonoridades Amapola.
- 1997: Transformador (EP), Sonoridades Amapola.
- 1999: Recordable (sencillo), Elektronische musik aus Buenos Aires, Traum (Alemania).
- 1999: Invernal, (álbum), Frágil Discos.
- 2000: Pasta de cristal congelado (sencillo, Live sets at EGO, Ego, Alemania).
- 2000: Vacaciones (EP), Frágil Discos.
- 2000: Yeti (sencillo), Ángel Molina Wax Sessions (Sodens España).
- 2001: Boquitas pintadas (sencillo), Frágil Discos.
- 2002: Amor internacional 12, Vinilo, Kompakt (Alemania).
- 2003: Buenos amigos, (sencillo de pop ambient 2002), Kompakt (Alemania).
- 2005: Luz sin calor, (álbum), Casa del Puente Discos.
- 2012: Leandro Fresco, (álbum), Cruz del Sur.
- 2013: Almas sin prisa (sencillo), A Strangely Isolated Place (Reino Unido).
- 2013: Cuando el sol grita la mañana (sencillo de pop ambient 2013), Kompakt (Alemania).
- 2013: El cruce imposible (sencillo, de pop ambient 2013), Kompakt (Alemania).
- 2014: Nada es para siempre (sencillo, pop ambient 2015), Kompakt (Alemania).
- 2015: El reino invisible (álbum, Kompakt pop ambient, Alemania).
- 2016: Sonido Español (sencillo, pop ambient 2017), Kompakt (Alemania).
- 2018: Araña de vidrio (sencillo, pop ambient 2019), Kompakt (Alemania).
- 2019: Brenda (sencillo, pop ambient 2020), Kompakt (Alemania).

### ConRafael Anton Irisarri
- 2017: La Equidistancia  (álbum: A Strangely Isolated Place, UK)
- 2017: La Espera (álbum: A Strangely Isolated Place, UK)
- 2020: Una Presencia En la Brisa (álbum: A Strangely Isolated Place, UK)

### ConThe Orb
- 2017: el 2 de marzo de 2017 se lanza un nuevo EP de remixes de The Orb - The Cow Remixes - Sin In Space Pt. 3, incluyendo "Wireless (Leandro Fresco Mix)" Este track fue el video de promoción del EP, el clip fue dirigido por el artista argentino Gabriel Rud.
- 2018: Little Fluffy Clouds (Leandro Fresco Ambient Mix). Inédito.
- 2023: Prism. Este nuevo trabajo fue lanzado el 28 de abril de 2023 vía Cooking Vinyl. El mismo incluye contribución de Leandro Fresco.

### ConGustavo Cerati
- 1999: Bocanada
- 2001: +Bien, banda de sonido de la película.
- 2002: Siempre es Hoy
- 2006: Ahí Vamos
- 2009: Fuerza Natural

### ConSoda Stereo
- 2007: Gira «Me verás volver» 1 y 2
- 2007: Filmación, dirección y edición del documental del tour reunión de Soda Stereo "Me Veras Volver" llamado "L&L nada especial" junto a Leo García, incluido en el DVD oficial que documenta toda la gira desde adentro.